# Distretto di Minamikanbara
Il distretto di Minamikanbara (南蒲原郡?, Minamikanbara-gun) è uno dei distretti della prefettura di Niigata, in Giappone.
Attualmente fa parte del distretto solo il comune di Tagami.